# Esprit femme
 (juillet 2025).
Esprit femme  était un magazine féminin mensuel français publié par les éditions Larivière. En France métropolitaine, son prix de vente en kiosque est de 1,80 € (octobre 2006).

## Contenu rédactionnel
Le magazine contient différentes rubriques sur le shopping, la littérature, les cosmétiques, la nutrition, la mode, les sorties, le tourisme, la sexualité, la vie sociale, l'éducation des enfants, des portraits de célébrités et de personnes inconnues, des conseils pour être en forme et en bonne santé, des recettes de cuisine, des mots fléchés et un horoscope.

## Historique
Lancé en mars 2004 par un nouvel éditeur, Erasmus Média Group, le titre est alors dirigé par Dominique Cellura, ancien rédacteur en chef de Voici et Holger Wiemann, ancien PDG des magazines de Gruner & Jahr au Royaume-Uni). Sa parution cesse en février 2005 et Erasmus Média Group disparaît. Le titre est relancé avec une nouvelle formule et un nouveau numéro 1 en mai 2005. Il est dirigé par Françoise Dangerfield (ex-Voici et VSD), au poste de rédactrice en chef, et par Holger Wiemann comme directeur de la publication.
Maquette réalisée en 2004 par Olivier Papillon et Marc Prudent, le logo toujours en place a été designé par Dara Chiit. Lors du relancement de la nouvelle formule 2005, la maquette a été redessinée par le nouveau directeur artistique et rédacteur en chef adjoint chargé du graphisme : Laurent Vignaux.
L'année 2009 lui aura été fatale avec son arrêt de commercialisation après son dernier numéro de janvier/février 2009.

## Diffusion
- Diffusion France payée 2005 : 195 602 exemplaires.
- Diffusion France payée 2005-2006 : 177 991 exemplaires (source : OJD).